# Cabane de Saleinaz
La cabane de Saleinaz ou cabane de Saleina (orthographe IGN) est un refuge de montagne du massif du Mont-Blanc, situé à 2 689 m d'altitude dans le canton du Valais en Suisse. En rive droite du glacier de Saleinaz, elle s'atteint en été en 4 à 5 heures par un sentier équipé de chaînes et d'échelles, depuis le hameau de Praz-de-Fort dans la commune d'Orsières. La première cabane a été construite en 1893. La cabane actuelle est exploitée depuis le mois de juillet 1997.
Depuis la cabane on peut atteindre :
- la Grande Lui ;
- le Portalet ;
- les aiguilles Dorées ;
- l'aiguille du Chardonnet ;
- l'aiguille d'Argentière ;
- la fenêtre de Saleinaz qui permet de rejoindre le glacier du Trient, la cabane du Trient et la cabane d'Orny ;
- le col du Chardonnet qui permet de rejoindre le glacier d'Argentière et le refuge d'Argentière ;
- le col des Plines.